# Campeonato da Suíça de Ciclismo Contrarrelógio
Os Campeonatos da Suíça de Ciclismo Contrarrelógio organizam-se anualmente desde o ano 1995 para determinar o campeão ciclista da Suíça de cada ano, na modalidade. Não se disputou nos anos 1996, 1997, 1999 e 2003.
O título outorga-se ao vencedor de uma única carreira, na modalidade de Contrarrelógio individual. O vencedor obtém o direito a portar um maillot com as cores da bandeira da Suíça até ao campeonato do ano seguinte, somente quando disputa provas contrarrelógio.
O primeiro ganhador foi Roland Meier e o corredor que mais vezes se proclamou campeão é Fabian Cancellara, com dez vitórias e seis delas consecutivas.
Em 1970 organizou-se uma competição parecida ao campeonato da Suíça de Ciclismo Contrarrelógio, que foi vencida por Louis Pfenninger. No entanto esta vitória não tem carácter oficial.

## Palmarés masculino

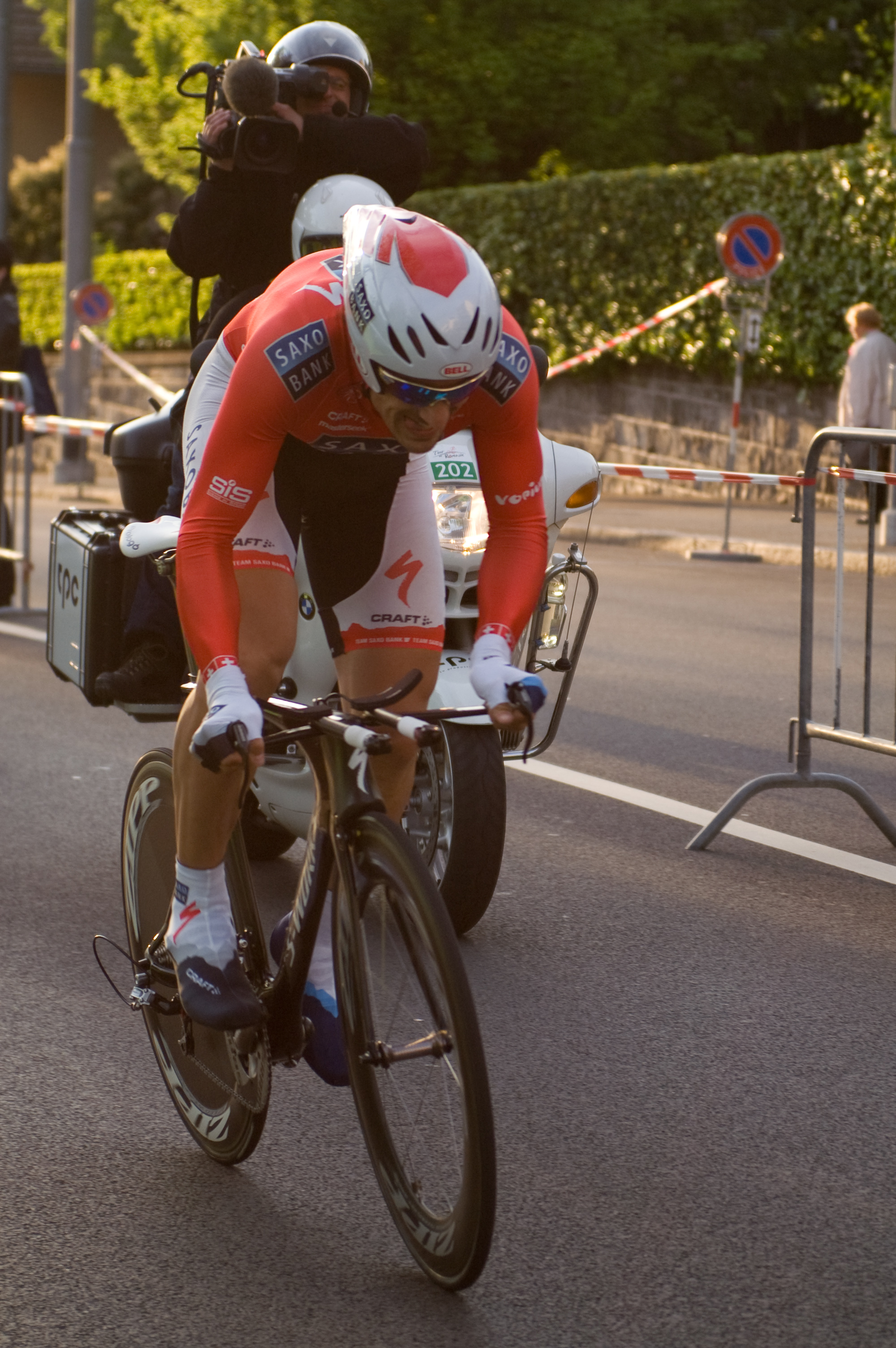
Fabian Cancellara, dez vezes Campeão da Suíça em contrarrelógio

### Elite
| Ano       | Ganhador               | Segundo             | Terceiro           |
| 1993      | Viktor Kunz            | Roland Meier        | Albert Hürlimann   |
| 1994      | Roman Jeker            | Beat Zberg          | Andreas Aeschbach  |
| 1995      | Roland Meier           | Philip Buschor      | Beat Meister       |
| 1996-1997 | Não se organizou       | Não se organizou    | Não se organizou   |
| 1998      | Beat Zberg             | Bruno Boscardin     | Roland Meier       |
| 1999      | Não se organizou       | Não se organizou    | Não se organizou   |
| 2000      | Patrick Calcagni       | Bruno Boscardin     | Jean Nuttli        |
| 2001      | Jean Nuttli            | Fabian Cancellara   | Rubens Bertogliati |
| 2002      | Fabian Cancellara      | Jean Nuttli         | Rubens Bertogliati |
| 2004      | Fabian Cancellara (2)  | Fabian Jeker        | Jean Nuttli        |
| 2005      | Fabian Cancellara (3)  | Martin Elmiger      | Fabian Jeker       |
| 2006      | Fabian Cancellara (4)  | Simon Sahärer       | Simon Zahner       |
| 2007      | Fabian Cancellara (5)  | Simon Zahner        | David Vitoria      |
| 2008      | Fabian Cancellara (6)  | Rubens Bertogliati  | Andreas Dietziker  |
| 2009      | Rubens Bertogliati     | Mathias Frank       | Joel Frey          |
| 2010      | Rubens Bertogliati (2) | Alexandre Aeschbach | Martin Elmiger     |
| 2011      | Martin Kohler          | Marcel Wyss         | Mathias Frank      |
| 2012      | Fabian Cancellara (7)  | Thomas Frei         | Martin Elmiger     |
| 2013      | Fabian Cancellara (8)  | Martin Elmiger      | Repto Hollenstein  |
| 2014      | Fabian Cancellara (9)  | Stefan Küng         | Silvan Dillier     |
| 2015      | Silvan Dillier         | Repto Hollenstein   | Steve Morabito     |
| 2016      | Fabian Cancellara (10) | Repto Hollenstein   | Simon Pellaud      |
| 2017      | Stefan Küng            | Silvan Dillier      | Théry Schir        |
| 2018      | Stefan Küng (2)        | Silvan Dillier      | Tom Bohli          |
| 2019      | Stefan Küng (3)        | Marc Hirschi        | Repto Hollenstein  |
| 2020      | Stefan Küng (4)        | Silvan Dillier      | Stefan Bissegger   |
| 2021      | Stefan Küng (5)        | Marc Hirschi        | Théry Schir        |
| 2022      | Joel Suter             | Mauro Schmid        | Tom Bohli          |

### Sub-23
| Ano       | Ganhador          | Segundo            | Terceiro            |
| 1998      | Milovan Stanic    | Sandro Güttinger   | Repto Lauper        |
| 1999      | Não se organizou  | Não se organizou   | Não se organizou    |
| 2000      | Fabian Cancellara | Sandro Güttinger   | Franco Marvulli     |
| 2001-2003 | Não se organizou  | Não se organizou   | Não se organizou    |
| 2004      | Andreas Dietziker | Simon Zahner       | Patrick Gassmann    |
| 2005      | Michael Schär     | Simon Zahner       | Simon Schärer       |
| 2006      | Michael Schär     | Thomas Frei        | Robert Odink        |
| 2007      | Mathias Frank     | Marcel Wyss        | Nicolas Schnyder    |
| 2008      | Marcel Wyss       | Nicolas Schnyder   | Dominique Stark     |
| 2009      | Nicolas Schnyder  | Sepp Freiburghaus  | Daniel Henggeller   |
| 2010      | Silvan Dillier    | Michael Hofstetter | Lorenzo Rossi       |
| 2011      | Silvan Dillier    | Lorenzo Rossi      | Grégory Hugentobler |
| 2012      | Silvan Dillier    | Patrick Schelling  | Gabriel Chavanne    |
| 2013      | Stefan Küng       | Théry Schir        | Gabriel Chavanne    |
| 2014      | Théry Schir       | Tom Bohli          | Fabian Lienhard     |
| 2015      | Théry Schir       | Tom Bohli          | Frank Pasche        |
| 2016      | Martin Schäppi    | Lukas Spengler     | Patrick Müller      |
| 2017      | Marc Hirschi      | Justin Paroz       | Repto Muller        |
| 2018      | Stefan Bissegger  | Gino Mäder         | Martin Schäppi      |
| 2019      | Stefan Bissegger  | Damian Lüscher     | Mauro Schmid        |
| 2020      | Alexandre Balmer  | Joel Suter         | Robin Froidevaux    |
| 2021      | Valère Thiébaud   | Alex Vogel         | Lars Heiniger       |

## Palmarés feminino
| Ano  | Ganhadora          | Segunda              | Terça                    |
| 1993 | Barbara Erdin-Ganz | Luzia Zberg          | Yvonne Schnorf-Wabel     |
| 1994 | Luzia Zberg        | Béatrice Angele      | Barbara Erdin-Ganz       |
| 1995 | Luzia Zberg        | Barbara Heeb         | Alexandra Bähler         |
| 1996 | Barbara Heeb       | Diana Rast           | Marcia Vouets-Eicher     |
| 1997 | Barbara Heeb       | Marcia Vouets-Eicher | Diana Rast               |
| 1998 | Karin Moebes       | Marcia Vouets-Eicher | Diana Rast               |
| 1999 | Não se organizou   | Não se organizou     | Não se organizou         |
| 2000 | Nicole Brändli     | Priska Doppmann      | Marcia Vouets-Eicher     |
| 2001 | Priska Doppmann    | Karin Thürig         | Nicole Brändli           |
| 2002 | Karin Thürig       | Nicole Brändli       | Priska Doppmann          |
| 2003 | Não se organizou   | Não se organizou     | Não se organizou         |
| 2004 | Karin Thürig       | Priska Doppmann      | Nicole Brändli           |
| 2005 | Karin Thürig       | Priska Doppmann      | Pascale Schnider         |
| 2006 | Karin Thürig       | Pascale Schnider     | Franziska Roethlin       |
| 2007 | Karin Thürig       | Priska Doppmann      | Pascale Schnider         |
| 2008 | Karin Thürig       | Sereina Trachsel     | Priska Doppmann          |
| 2009 | Karin Thürig       | Patricia Schwager    | Pascale Schnider         |
| 2010 | Pascale Schnider   | Patricia Schwager    | Marielle Saner-Guinchard |
| 2011 | Pascale Schnider   | Patricia Schwager    | Caroline Steffen         |
| 2012 | Patricia Schwager  | Jutta Stienen        | Andrea Wolfer            |
| 2013 | Patricia Schwager  | Doris Schweizer      | Jutta Stienen            |
| 2014 | Linda Indergrand   | Doris Schweizer      | Nicole Hanselmann        |
| 2015 | Doris Schweizer    | Ramona Forchini      | Marcia Vouets-Eicher     |
| 2016 | Doris Schweizer    | Nicole Hanselmann    | Jutta Stienen            |
| 2017 | Marlen Reusser     | Marcia Vouets-Eicher | Nicole Hanselmann        |
| 2018 | Nicole Hanselmann  | Nicola Spirig        | Marcia Vouets-Eicher     |
| 2019 | Marlen Reusser     | Marcia Vouets-Eicher | Elise Chabbey            |
| 2020 | Marlen Reusser     | Elise Chabbey        | Kathrin Stirnemann       |
| 2021 | Marlen Reusser     | Melanie Maurer       | Fabienne Buri            |
| 2022 | Elena Hartmann     | Melanie Maurer       | Michelle Stark           |